# 차지한
차지한(본명: 김동현, 2002년 1월 8일 ~)은 씨제스 스튜디오 소속 연극 배우이다.

## 연극
- 2023년 그날의 타이밍